# Glaucicodia leuconephra
Glaucicodia leuconephra là một loài bướm đêm trong họ Noctuidae.